# Liste des canons antiaériens

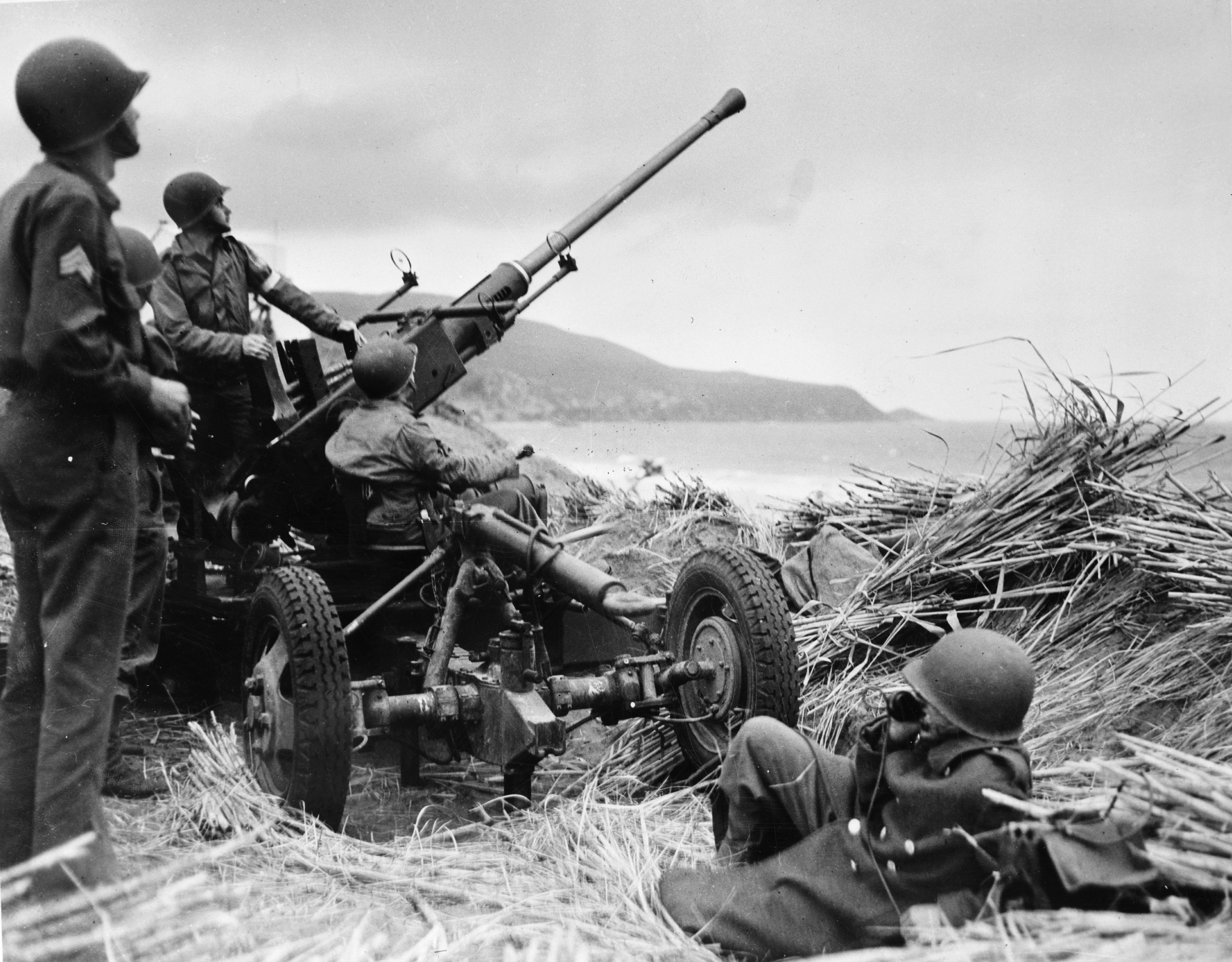
Canon anti-aérien Bofors de 40 mm sur un monticule surplombant une plage en Algérie, avec une équipe d'artillerie anti-aérienne américaine en position. Photo de la Seconde Guerre mondiale en 1943.

## Canons antiaériens statiques, automoteurs ou tractés
| Calibre (mm) | Nombre d’affûts | Nombre de tubes lance-missiles | Nom                                                        | Pays d'origine        | Période d'utilisation                                                                                     |
| ------------ | --------------- | ------------------------------ | ---------------------------------------------------------- | --------------------- | --- |
| 12,7         |                 |                                | Browning M2                                                | États-Unis            | Seconde Guerre mondiale / Guerre de Corée / Guerre froide / Guerre du Viêt Nam / Moderne                  |
| 12,7         | 4               |                                | M45 Quadmount                                              | États-Unis            | Seconde Guerre mondiale / Guerre de Corée / Guerre froide / Guerre du Viêt Nam                            |
| 13,2         |                 |                                | Mitrailleuse Hotchkiss de 13,2 mm modèle 1929              | France                | Seconde Guerre mondiale                                                                                   |
| 14,5         |                 |                                | ZPU-1 (en)                                                 | Union soviétique      | Guerre froide                                                                                             |
| 14,5         | 2               |                                | Type 58 (en)                                               | Chine                 | Guerre froide                                                                                             |
| 14,5         | 2               |                                | ZPU-2                                                      | Union soviétique      | Guerre froide                                                                                             |
| 14,5         | 4               |                                | Type 56                                                    | Chine                 | Guerre froide                                                                                             |
| 14,5         | 4               |                                | ZPU-4                                                      | Union soviétique      | Guerre froide                                                                                             |
| 19           |                 |                                | Becker Type M2 (en)                                        | Empire allemand       | |
| 20           |                 |                                | Canon de 20 mm Oerlikon                                    | Suisse                | Seconde Guerre mondiale                                                                                   |
| 20           | 2               |                                | Hispano-Suiza HS.404                                       | France                | Seconde Guerre mondiale                                                                                   |
| 20           |                 |                                | 2 cm FlaK 30                                               | Reich allemand        | Seconde Guerre mondiale                                                                                   |
| 20           |                 |                                | 2 cm FlaK 38                                               | Reich allemand        | Seconde Guerre mondiale                                                                                   |
| 20           |                 |                                | 2 cm GebFlaK 38                                            | Reich allemand        | Seconde Guerre mondiale                                                                                   |
| 20           |                 |                                | Cannone-Mitragliera da 20/77 (Scotti) (en)                 | Royaume d'Italie      | Seconde Guerre mondiale                                                                                   |
| 20           |                 |                                | Breda Modèle 35                                            | Royaume d'Italie      | Seconde Guerre mondiale                                                                                   |
| 20           |                 |                                | Polsten (en)                                               | Pologne / Royaume-Uni | Seconde Guerre mondiale                                                                                   |
| 20           |                 |                                | Oerlikon GAI-BO1 (en)                                      | Suisse                | Guerre froide / Moderne                                                                                   |
| 20           |                 |                                | Canon AA automatique Type 98 20 mm                         | Japon                 | Seconde Guerre mondiale                                                                                   |
| 20           |                 |                                | Rheinmetall Rh202 (en)                                     | Allemagne             | Guerre froide                                                                                             |
| 20           | 1               |                                | Tarasque                                                   | France                | Moderne                                                                                                   |
| 20           | 1               |                                | Canon de 20 mm modèle F2                                   | France                | Moderne                                                                                                   |
| 20           | 2               |                                | TCM-20                                                     | Israël                | Guerre froide                                                                                             |
| 20           | 2               |                                | 20 ITK 40 VKT (en)                                         | Finlande              | Seconde Guerre mondiale                                                                                   |
| 20           | 2               |                                | Canon AA automatique Type 2 20 mm                          | Japon                 | Seconde Guerre mondiale                                                                                   |
| 20           | 2               |                                | Canon AA automatique Type 4 20 mm Twin (en)                | Japon                 | Seconde Guerre mondiale                                                                                   |
| 20           | 4               |                                | FlaKv 38                                                   | Reich allemand        | Seconde Guerre mondiale                                                                                   |
| 20           | 6               |                                | M167 VADS (en)                                             | États-Unis            | Moderne                                                                                                   |
| 23           | 2               |                                | ZU-23-2                                                    | Union soviétique      | Guerre froide                                                                                             |
| 23           | 2               |                                | Type 85/YW 306 (en)                                        | China                 | Guerre froide                                                                                             |
| 25           |                 |                                | Mitrailleuse Hotchkiss de 25 mm                            | France / Japon        | Seconde Guerre mondiale                                                                                   |
| 25           |                 |                                | 25 mm automatic air defense gun M1940 (72-K) (en)          | Union soviétique      | Seconde Guerre mondiale                                                                                   |
| 25           | 2               |                                | Canon AA automatique Type 96 25 mm                         | Japon                 | Seconde Guerre mondiale                                                                                   |
| 30           | 4               |                                | AMX-13 canon 30 mm Hispano-Suiza HS.831                    | France                | |
| 30           | 2               |                                | PLDvK vzor 53 (en)                                         | Tchécoslovaquie       | Guerre froide                                                                                             |
| 30           | 2               |                                | Artemis 30 (en)                                            | Grèce                 | Guerre froide                                                                                             |
| 35           | 2               |                                | Oerlikon 35 mm twin cannon                                 | Suisse                | Moderne                                                                                                   |
| 35           | 2               | 8                              | Skyshield                                                  | Suisse                | Moderne                                                                                                   |
| 35           | 6               |                                | NBS C-RAM                                                  | Allemagne             | Moderne                                                                                                   |
| 37           |                 |                                | QF 1 pounder pom-pom                                       | Royaume-Uni           | Première Guerre mondiale                                                                                  |
| 37           |                 |                                | 3,7 cm FlaK 36                                             | Reich allemand        | Seconde Guerre mondiale                                                                                   |
| 37           |                 |                                | 3,7 cm FlaK 37                                             | Reich allemand        | Seconde Guerre mondiale                                                                                   |
| 37           |                 |                                | 3,7 cm FlaK 43 (en)                                        | Reich allemand        | Seconde Guerre mondiale                                                                                   |
| 37           |                 |                                | 37 mm Gun M1 (en)                                          | États-Unis            | Seconde Guerre mondiale                                                                                   |
| 37           |                 |                                | 37-mm M1939 (61-K) (en)                                    | Union soviétique      | Seconde Guerre mondiale / Guerre froide                                                                   |
| 37           |                 |                                | Type 55                                                    | Chine                 | Guerre froide                                                                                             |
| 37           | 2               |                                | Type 63                                                    | Chine                 | Guerre froide                                                                                             |
| 37           | 2               |                                | Type 74                                                    | Chine                 | Guerre froide                                                                                             |
| 37           | 5               |                                | Flaming onion (en)                                         | Empire allemand       | Première Guerre mondiale                                                                                  |
| 40           |                 |                                | Vickers Type 40 mm AT/AA Gun                               | Royaume-Uni           | Seconde Guerre mondiale                                                                                   |
| 40           |                 |                                | Bofors L/60                                                | Suède                 | Seconde Guerre mondiale / Guerre froide                                                                   |
| 40           |                 |                                | Bofors 40 mm L/60                                          | Etats-Unis            | Seconde Guerre mondiale / Guerre de Corée / Guerre froide / Guerre du Viêt Nam                            |
| 40           |                 |                                | Bofors L/70                                                | Suède                 | Guerre froide / Moderne                                                                                   |
| 40           |                 |                                | Breda L/70                                                 | Italie                | Guerre froide / Moderne                                                                                   |
| 45           |                 |                                | 21-K 45 mm                                                 | Union soviétique      | Seconde Guerre mondiale                                                                                   |
| 50           |                 |                                | 5 cm FlaK 41 (en)                                          | Reich allemand        | Seconde Guerre mondiale                                                                                   |
| 57           |                 |                                | Bofors 57 mm L/60                                          | Suède                 | Guerre froide / Moderne                                                                                   |
| 57           |                 |                                | S-60                                                       | Union soviétique      | Guerre froide                                                                                             |
| 57           |                 |                                | Burileanu (en)                                             | Roumanie              | Première Guerre mondiale                                                                                  |
| 57           |                 |                                | Type 59                                                    | Chine                 | Guerre froide                                                                                             |
| 75           |                 |                                | Canon de 75 mm modèle 1897                                 | France                | Première Guerre mondiale                                                                                  |
| 75           |                 |                                | PLK vzor CS                                                | Tchécoslovaquie       | Guerre froide                                                                                             |
| 75           |                 |                                | Bofors Model 29                                            | Suède                 | |
| 75           |                 |                                | canon AA 7,5 cm L/45 M/16 (en)                             | Norvège               | Seconde Guerre mondiale                                                                                   |
| 75           |                 |                                | canon AA 7,5 cm L/45 M/32 (en)                             | Norvège               | Seconde Guerre mondiale                                                                                   |
| 75           |                 |                                | canon AA Type 4 75 mm                                      | Japon                 | Seconde Guerre mondiale                                                                                   |
| 75           |                 |                                | canon AA Type 11 75 mm (en)                                | Japon                 | Seconde Guerre mondiale                                                                                   |
| 75           |                 |                                | Type 88                                                    | Japon                 | Seconde Guerre mondiale                                                                                   |
| 75           |                 |                                | 7.5 cm kanon PL vz. 37 (en)                                | Tchécoslovaquie       | Seconde Guerre mondiale                                                                                   |
| 75           |                 |                                | Cannone da 75/46 C.A.                                      | Royaume d'Italie      | Seconde Guerre mondiale                                                                                   |
| 75           |                 |                                | 75 mm Gun M1916                                            | États-Unis            | Première Guerre mondiale                                                                                  |
| 75           |                 |                                | Skysweeper (en)                                            | États-Unis            | Guerre froide                                                                                             |
| 75           |                 |                                | Vickers Model 1931 (en)                                    | Royaume-Uni           | Seconde Guerre mondiale                                                                                   |
| 76,2         |                 |                                | QF 3 inch 20 cwt                                           | Royaume-Uni           | Première Guerre mondiale / Seconde Guerre mondiale                                                        |
| 76,2         |                 |                                | QF 12 pounder 12 cwt AA gun (en)                           | Royaume-Uni           | Première Guerre mondiale                                                                                  |
| 76,2         |                 |                                | QF 13 pounder 6 cwt AA gun 13 pounder Mk III (en)          | Royaume-Uni           | Première Guerre mondiale                                                                                  |
| 76,2         |                 |                                | QF 13 pounder Mk IV AA gun (en)                            | Royaume-Uni           | Première Guerre mondiale                                                                                  |
| 76,2         |                 |                                | QF 13 pounder 9 cwt 18 pdr gun sleeved down to 3 inch (en) | Royaume-Uni           | Première Guerre mondiale                                                                                  |
| 76,2         |                 |                                | 3-inch M1917 gun                                           | États-Unis            | Première Guerre mondiale - Seconde Guerre mondiale                                                        |
| 76,2         |                 |                                | canon de 3 pouces M1918 (en)                               | États-Unis            | Première Guerre mondiale - années 1930                                                                    |
| 76,2         |                 |                                | canon de 3 pouces M3 (en)                                  | États-Unis            | années 1930 - Seconde Guerre mondiale                                                                     |
| 76,2         |                 |                                | Canon de 3 pouces/50 calibres                              | États-Unis            | Première Guerre mondiale / Seconde Guerre mondiale / Guerre de Corée / Guerre froide / Guerre du Viêt Nam |
| 76,2         |                 |                                | Canon de 3 pouces/70 Mark 26 (en)                          | États-Unis            | Guerre froide                                                                                             |
| 76,2         |                 |                                | canon anti-aérien de 76 mm M1914/15 (en)                   | Empire russe          | Première Guerre mondiale                                                                                  |
| 76,2         |                 |                                | canon anti-aérien de 76 mm M1938 (en)                      | Union soviétique      | Seconde Guerre mondiale                                                                                   |
| 76,2         |                 |                                | canon AA Type 3 80 mm                                      | Japon                 | Seconde Guerre mondiale                                                                                   |
| 76,5         |                 |                                | 8 cm PL kanon vz. 37                                       | Tchécoslovaquie       | Seconde Guerre mondiale                                                                                   |
| 77           |                 |                                | 7,7 cm 1914                                                | Empire allemand       | Première Guerre mondiale                                                                                  |
| 83,5         |                 |                                | 8.35 cm PL kanon vz. 22 (en)                               | Tchécoslovaquie       | Seconde Guerre mondiale                                                                                   |
| 85           |                 |                                | canon AA 85 mm M1939 (52-K)                                | Union soviétique      | Seconde Guerre mondiale                                                                                   |
| 85           |                 |                                | KS-12                                                      | Union soviétique      | |
| 85           |                 |                                | Type 72                                                    | Chine                 | |
| 88           |                 |                                | FlaK 18                                                    | Reich allemand        | Seconde Guerre mondiale                                                                                   |
| 88           |                 |                                | FlaK 41                                                    | Reich allemand        | Seconde Guerre mondiale                                                                                   |
| 88           |                 |                                | Canon AA Type 99 88 mm (en)                                | Japon                 | Seconde Guerre mondiale                                                                                   |
| 90           |                 |                                | Canon de 90 mm M1                                          | États-Unis            | Seconde Guerre mondiale / Guerre froide                                                                   |
| 90           |                 |                                | Cannone da 90/53                                           | Royaume d'Italie      | Seconde Guerre mondiale                                                                                   |
| 90           |                 |                                | 9 cm kanon PL vz. 12/20 (en)                               | Tchécoslovaquie       | Première Guerre mondiale / Seconde Guerre mondiale                                                        |
| 94           |                 |                                | QF 3,7 pouces                                              | Royaume-Uni           | Seconde Guerre mondiale                                                                                   |
| 100          |                 |                                | KS-19                                                      | Union soviétique      | Guerre froide                                                                                             |
| 100          |                 |                                | Type 59                                                    | Chine                 | Guerre froide                                                                                             |
| 100          |                 |                                | Canon AA Type 14 10 cm                                     | Japon                 | Seconde Guerre mondiale                                                                                   |
| 102          |                 |                                | canon de marine de 4 pouces QF Mk V                        | Royaume-Uni           | Première Guerre mondiale / Seconde Guerre mondiale                                                        |
| 105          |                 |                                | 10,5 cm FlaK 38                                            | Reich allemand        | Seconde Guerre mondiale                                                                                   |
| 113          |                 |                                | QF 4.5 inch Mk II                                          | Royaume-Uni           | Seconde Guerre mondiale                                                                                   |
| 120          |                 |                                | 120 mm Gun M1 ("Stratosphere") (en)                        | États-Unis            | Seconde Guerre mondiale / Guerre froide                                                                   |
| 120          |                 |                                | Canon AA Type 3 12 cm                                      | Japon                 | Seconde Guerre mondiale                                                                                   |
| 120          |                 |                                | Canon AA Type 10 120 mm                                    | Japon                 | Seconde Guerre mondiale                                                                                   |
| 127          |                 |                                | 5"/25 caliber gun                                          | États-Unis            | Seconde Guerre mondiale                                                                                   |
| 127          |                 |                                | 5"/38 caliber gun                                          | États-Unis            | Seconde Guerre mondiale / Guerre de Corée / Guerre froide / Guerre du Viêt Nam                            |
| 128          |                 |                                | 12,8 cm FlaK 40                                            | Reich allemand        | Seconde Guerre mondiale                                                                                   |
| 130          |                 |                                | KS-30                                                      | Union soviétique      | Guerre froide                                                                                             |
| 133          |                 |                                | QF 5.25 inch Mark I                                        | Royaume-Uni           | Seconde Guerre mondiale                                                                                   |
| 150          |                 |                                | Canon AA Type 5 15 cm (en)                                 | Japon                 | Seconde Guerre mondiale                                                                                   |